# أبو حذيفة الأنصاري
أبو حذيفة الأنصاري هو المتحدث الحالي  لتنظيم الدولة الإسلامية، الذي أعلن كمتحدث رسمي في كلمة نشرتها مؤسسة الفرقان الإعلامية في أغسطس 2023. وقد حل محل أبو عمر المهاجر متحدثاً باسم تنظيم الدولة الإسلامية، بعدما اعتقلته هيئة تحرير الشام.

## تاريخ
في أغسطس 2023، أعلن مقتل الزعيم الرابع لتنظيم الدولة الإسلامية، أبو الحسين الحسيني القرشي، وأعلن أبو حفص الهاشمي القرشي خلفًا له، وهدد بزيادة الهجمات بعد الانسحاب الأمريكي. ولا يُعرف حتى الآن أي شيء عن هوية أبو حذيفة. في أغسطس 2023، رجحت مينا اللامي، المتخصصة الجهادية في بي بي سي مونيتورينج [الإنجليزية]، على تويتر بأن أبو حذيفة ربما يكون عراقيًا. في يناير 2024، أصدر أبو حذيفة مقطعًا صوتيًا ناقش فيه الحرب الفلسطينية الإسرائيلية 2023.

## صوتياته
له حاليًا ثلاث صوتيات أصدرتها مؤسسة الفرقان:
| م | العنوان                         | التاريخ                                                | المدة |
| - | ------------------------------- | ------------------------------------------------------ | ----- |
| 1 | فَاسْتَبْشِرُوا بِبَيْعِكُمُ الَّذِي بَايَعْتُم بِهِ | الخميس 16 محرم 1445 هـ الموافق: 3 أغسطس 2023 م         | 30:12 |
| 2 | وَاقْتُلُوهُم حَيْثُ ثَقِفْتُمُوهُم           | الخميس 22 جمادى الآخرة 1445 هـ الموافق: 4 يناير 2024 م | 33:59 |
| 3 | واللهِ لَيَتِمَّنَّ هذا الأمْرُ           | الخميس 18 رمضان 1445 هـ الموافق: 28 مارس 2024 م        | 41:05 |